# Чернятинська сільська рада (Городенківський район)
| Черня́тинська сільська́ ра́да — орган місцевого самоврядування у Городенківському районі Івано-Франківської області з адміністративним центром у с. Чернятин. Сільській раді підпорядковані населені пункти: - с. Чернятин — населення 3 185 ос.; площа 26,313 км²; засн. в 1453 році. |

## Склад ради
Рада складається з 20 депутатів та голови.

### Керівний склад ради
| ПІБ                   | Основні відомості                                                                    | Дата обрання | Дата звільнення |
| --------------------- | ------------------------------------------------------------------------------------ | ------------ | --------------- |
| Хома Марія Олексіївна | Сільський голова, 1956 року народження, освіта                                       | 26.03.2006   | 31.10.2010      |
| Хома Марія Олексіївна | Сільський голова, 1956 року народження, освіта вища, Політична партія «Наша Україна» | 31.10.2010   |                 |
| Барик Роман Романович |                                                                                      |              |                 |

Примітка: таблиця складена за даними джерела